# Theoderik IV
Theoderik IV (född efter 711, död 737) frankisk merovingisk kung av Neustrien och Burgund 721–737. Son till Dagobert III.
Theoderik isolerades till en början i ett kloster i Chelles men kallades till tronen av Karl Martell, maior domus, för att tjänstgöra som lydkung. Martell tillät inte kronan att övergå till Theoderiks ättlingar.